# Per Johan Johansson (orgelbyggare)
Per Johan Johansson, född 27 augusti 1847 i Los, död 21 januari 1928 i Ore, var en svensk organist och orgelbyggare i Ore. Han ägde företaget P J Johanssons orgelfabrik som bildades under 1890-talet. Johansson anlitades ofta för reparationer och byggde även harmonier. Han var även poststationsföreståndare.

## Biografi
Johansson föddes 27 augusti 1847 på Tackåsen i Los. Han var son till Johan Persson (född 1820) och Anna Ersdotter (född 1816). Familjen flyttade 1853 till Östanvik nummer 8. Johansson flyttade 1875 till Dalby i Ore.
Han byggde 1877 en liten orgel till Ore kyrka.

### Familj
Johansson gifte sig 1875 med Anna Matsdotter (1852–1931). De fick tillsammans barnen Johanna Wilhelmina (född 1876), Carl Johan (född 1878), Aron Claes (1880–1880), Anna Lydia (född 1881), Emma Cecilia (född 1883), Oskar Robert (1885–1887), Alma Elisabeth (1887–1893), Alida Theresia (1889–1890), Gustaf Emanuel (född 1891), Nils (1893–1893) och Axel (1897–1897).

## Orglar
| År   | Ursprunglig kyrka    | Stift    | Bild | Manualer | Pedal   | Stämmor | Bevarad orgel/fasad | Övrigt |
| ---- | -------------------- | -------- | ---- | -------- | ------- | ------- | ------------------- | --- |
| 1877 | Ore kyrka            | Västerås |      |          |         | 4       | Nej/Nej             | Ursprungligen en hemorgel. |
| 1899 | Hamra kyrka, Dalarna |          |      |          |         |         |                     | Renovering. |
| 1902 | Ore kyrka            | Västerås |      | 1        | Bihängd | 9       | Nej/Ja              | Orgeln skänktes till kyrkan av Johansson. 1957 byggdes en ny orgel av Åkerman & Lund, Knvista. Fasaden fick då nya ljudande pipor. |
| 1907 | Ramsjö kyrka         |          |      |          |         |         |                     | Ombyggnation |
| 1917 | Edsbyns missionshus  |          |      |          |         |         |                     | Byggdes tillsammans med Kaspar Thorsell.                                                                                           |

### Ombyggnationer och renoveringar
| År   | Ursprunglig kyrka | Stift    | Bild | Manualer | Pedal        | Stämmor | Bevarad orgel/fasad | Övrigt |
| ---- | ----------------- | -------- | ---- | -------- | ------------ | ------- | ------------------- | --- |
| 1899 | Mockfjärds kyrka  | Västerås |      |          |              |         | Nej/Nej             | 1899 omändrades en orgel av Johansson. Den var trolige byggd till Aspeboda kyrka 1631 av Paul Müller, Stockholm med 6 stämmor. Den flyttades 1860 till Mockfjärds kyrka. 1873 omändrades orgeln av Anders Skoglund, Stora Tuna socken. En ny orgel byggdes 1941 av Åkerman & Lund, Sundbybergs stad.         |
| 1903 | Hällbo kapell     | Uppsala  |      | 1        | Självständig | 8       | Ja/Ja               | 1903 byggdes orgeln om av Per Johan Johansson. Orgeln var byggd 1845–1847 av Nils Jansson, Bollnäs. 1856 flyttades orgeln till Hällbo kapell. 1872 flyttades orgeln till korläktaren över sakristian. 1968 flyttades orgeln till västläktaren av Gunnar Carlsson, Borlänge. Orgeln består av äldre material. |
| 1904 | Heds kyrka        | Västerås |      |          |              |         | Nej/Ja              | En orgel byggdes om 1904 av Johansson. Den var byggd 1850 av Anders Vilhelm Lindgren och Johan Blomqvist, Stockholm med 10 stämmor, 1 manual och bihängd pedal. En ny orgel byggdes 1950 av E A Setterquist & Son, Örebro.                                                                                   |
| 1911 | Segersta kyrka    | Uppsala  |      | 1        | Självständig | 12      | Ja/Ja               | 1911 renoverade och ombyggde Johansson orgeln. Den fick då ett fristående spelbord. Den var byggd 1841 av Lars Niclas Nordquist, Alfta. 1956 togs det fristående spelbordet bort. 1963 renoverades och tillbyggdes orgeln av Einar Berg, Stockholm.                                                          |